# Wladimir Alexandrowitsch Pokrowski
Wladimir Alexandrowitsch Pokrowski (russisch Владимир Александрович Покровский; * 6. Märzjul. / 18. März 1871greg. in Moskau; † 30. April 1931 in Leningrad) war ein russisch-sowjetischer Architekt, Restaurator und Hochschullehrer.

## Leben
Pokrowski besuchte das 1. Moskauer Gymnasium bis 1885 und dann die 1. Moskauer Staatliche Realschule mit Abschluss 1892. Im Sommer 1892 ging er nach St. Petersburg und begann das Studium an der Kunsthochschule der Kaiserlichen Akademie der Künste (IACh). Nach dem zweiten Jahreskurs arbeitete er als Assistent bei Viktor Schröter beim Umbau des Mariinski-Theaters und bei Robert Marfeld beim Bau einer Weinfabrik auf der Watny-Insel mit. Nach dem Abschluss der allgemeinen Klassen studierte er im Atelier Leonti Benois’ und schloss 1898 das Studium mit seinem Diplomprojekt einer öffentlichen Bibliothek in der Hauptstadt ab.
Pokrowski blieb Assistent Benois’. Er verzichtete auf das Auslandsreisestipendium und fuhr im Sommer 1898 nach Warschau, wo gerade die Hauptbauarbeiten für den Bau der Alexander-Newski-Kathedrale stattfanden (geweiht 1912, 1924 abgerissen). 1899–1902 beteiligte er sich an der Überwachung des Baus der Georgskirche der Glashütten Juri Netschajew-Malzows in Gus-Chrustalny. 1904–1905 restaurierte er mit Benois die Sophienkathedrale in Zarskoje Selo.
Daneben begann Pokrowski als selbständiger Architekt zu arbeiten und nahm an Bauwettbewerben der Kaiserlichen Gesellschaft der Architekten und der IACh teil. Bekannt wurde er 1904 durch das Wettbewerbsprojekt der Johannes-der-Täufer-Kirche in Kaschin. Zusammen mit Oskar Munz schlug er zwei Varianten im neusten Stil vor, die den 1. und 2. Preis gewannen. Ab 1910 beteiligte er sich nur noch an nichtöffentlichen Ausschreibungen und nahm persönliche Aufträge an. Ein bedeutendes Werk war die Peter-und-Paul-Kirche der Schlüsselburger Pulverfabriken, die er 1903–1907 mit seinem Assistenten Innokenti Bespalow, dem Künstler Nicholas Roerich und Mosaik-Arbeiten aus der privaten Werkstatt Wladimir Frolows baute (die Kirche wurde nach mehreren Schließungsbeschlüssen 1938 geschlossen und im Deutsch-Sowjetischen Krieg während der Leningrader Blockade zerstört). Ebenso baute Pokrowski 1903–1907 in Parchomiwka die Mariä-Schutz-und-Fürbitte-Kirche.
Pokrowski begann seine Lehrtätigkeit im Mai 1906 an den 1905 in St. Petersburg eingerichteten  Höheren Polytechnischen Frauenkursen, die 1915 das Polytechnische Fraueninstitut wurden. Er lehrte dort Architektur-Projektierung. Ab 1914 lehrte er auch als Professor am Petrograder Institut für Zivilingenieure (bis 1929).
Zum Studium der altrussischen Baukunst reiste Pokrowski nach Kiew und in die Gouvernements Moskau, Wladimir, Jaroslawl, Nowgorod und Pskow und untersuchte und fotografierte die altrussischen Baudenkmäler. Daraus resultierten die Kapitel über Nowgorod und Pskow des ersten Bandes über die Geschichte der russischen Kunst, die er auf Einladung Igor Grabars zusammen mit Alexei Schtschussew verfasst hatte. 1907 wurde er zum Jury-Mitglied des Bauwettbewerbs für Gebäude auf dem St. Petersburger Jüdischen Friedhof gewählt sowie für die St. Petersburger Fjodorowski-Kathedrale zum 300-jährigen Jubiläum des Hauses Romanow. 1908 wurden seine Arbeiten und Fotografien neuer Kirchen auf dem internationalen Architekten-Kongress in Wien ausgestellt. Bald danach folgten Ausstellungen in London, Paris, München und Rom. Er war Jury-Mitglied der internationalen Kunst- und Bau-Ausstellung und Kunst- und Industrie-Ausstellung 1908 in St. Petersburg.
Die Akademische Versammlung der IACh wählte Pokrowski im Oktober 1907 zum Akademiker, 1909 zum Vollmitglied der IACh, am Ende von 1910 zum Mitgliedskandidaten des Rats der IACh und 1915 zum ständigen Ratsmitglied. 1913 war er zum Hofarchitekten ernannt worden. Er beteiligte sich an der Arbeit der Kaiserlichen St. Petersburger Gesellschaft der Architekten (Petrograder, Leningrader Gesellschaft der Architekten), der Gesellschaft der Architekt-Künstler (1903–1931), der Ausstellungsvereinigung Mir Iskusstwa, der Gesellschaft der wiedergeborenen Rus der Kunst (1915–1917), des Komitees des Museums des alten St. Petersburgs (1909–1918), der Kommission der Basilius-Kathedrale (1912–1917) und anderer Gesellschaften, Komitees und Kommissionen. 1912–1918 war er Architekt des Museums Kaiser Alexander III.
Pokrowski war mit dem Offizier und Journalisten Dmitri Nikolajewitsch Loman bekannt geworden, der ihm zu dem Auftrag Kaiser Nikolaus II. für die Projektierung und den Bau der steinernen Feodorowski-Regimentskathedrale in Zarskoje Selo verhalf (1909–1912 mit Wladimir Maximow). Auch baute er dort das Offizierskasino und 1912 mit Michail Kurilko den steinernen Bahnhof der Zarskoje-Selo-Bahn, nachdem der hölzerne Bahnhof abgebrannt war.
Während des Ersten Weltkriegs war Pokrowski Direktor der Kurse für Militärbautechniker des Komitees für Militärtechnische Hilfe.
Nach der Oktoberrevolution lehrte Pokrowski weiter am Polytechnischen Fraueninstitut, das 1918 das 2. Petrograder Polytechnische Institut für Frauen und Männer wurde, bis zur Auflösung des Instituts 1924. Während des Russischen Bürgerkriegs war er Professor an zwei Petrograder Instituten und war von Mai 1920 bis Juni 1922 nach Nowotscherkassk zur Leitung des Polytechnischen Don-Instituts abgeordnet.
1921–1927 arbeiteten Pokrowski und N. P. Gundobin an dem von Oskar Munz geleiteten Bau des Wolchow-Wasserkraftwerks mit.
Pokrowski war zweimal verheiratet. In erster Ehe bekam er die Söhne Boris (* 1900, Künstler) und Wsewolod (* 1903) und in zweiter Ehe die Tochter Slata (* 1914), die Maschinenbauingenieurin wurde und wie auch ihre Mutter 1942 im blockierten Leningrad starb.
Pokrowski starb nach langer Krankheit 1931 in Leningrad. Sein Beerdigungsort ist unbekannt.

## Ehrungen
- Russischer Orden der Heiligen Anna III. Klasse (1912 außerordentlich) für Arbeiten für die Feodorowski-Kathedrale in Zarskoje Selo und die Alexander-Newski-Kathedrale in Warschau
- Komturskreuz des Albrechts-Ordens (1912) für den russischen Staatspavillon auf der Internationalen Hygiene-Ausstellung Dresden 1911
- sächsischer Professorentitel (1913)[2]

## Werke (Auswahl)

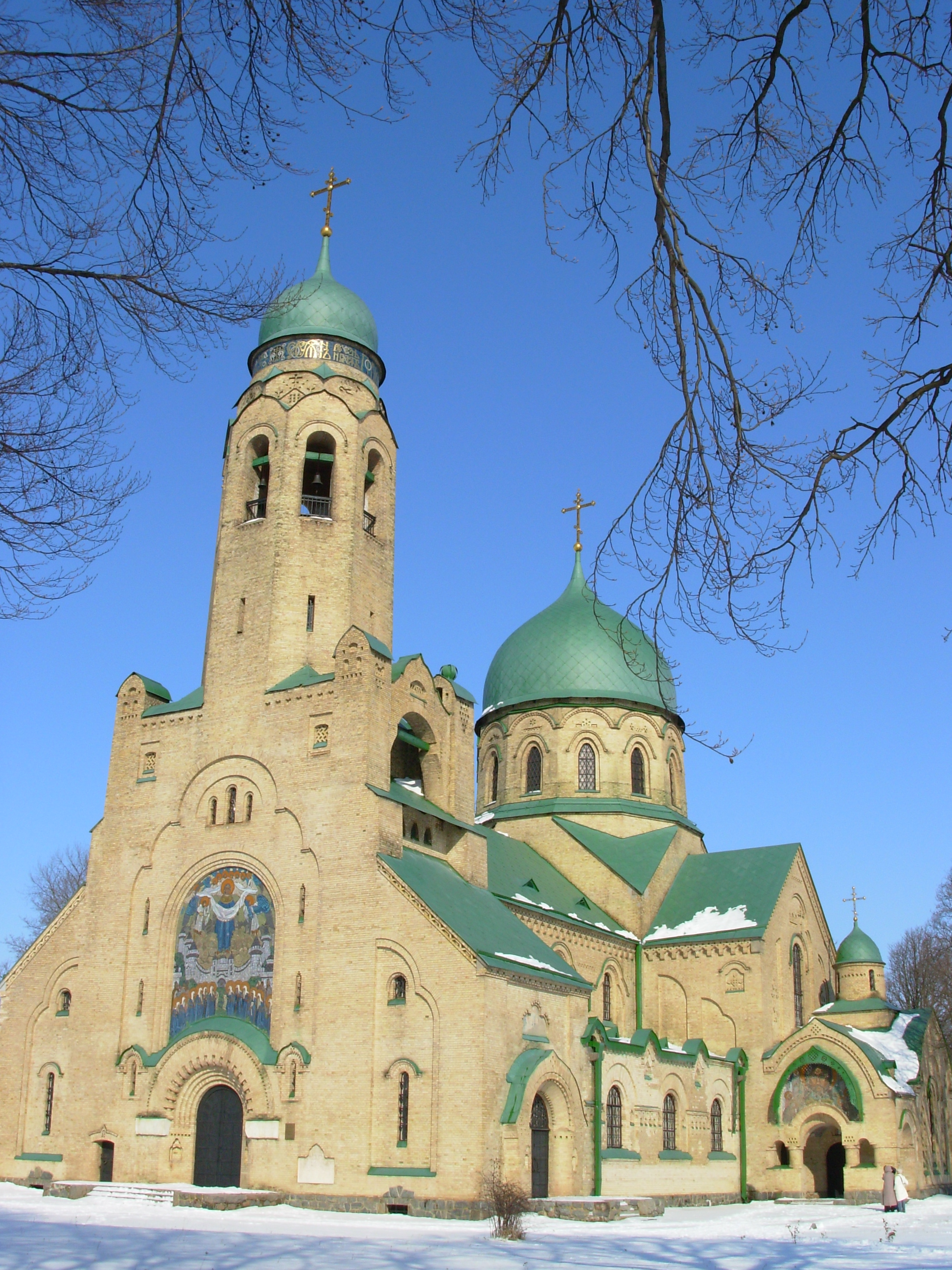
Mariä-Schutz-und-Fürbitte-Kirche, Parchomiwka (1903–1907)
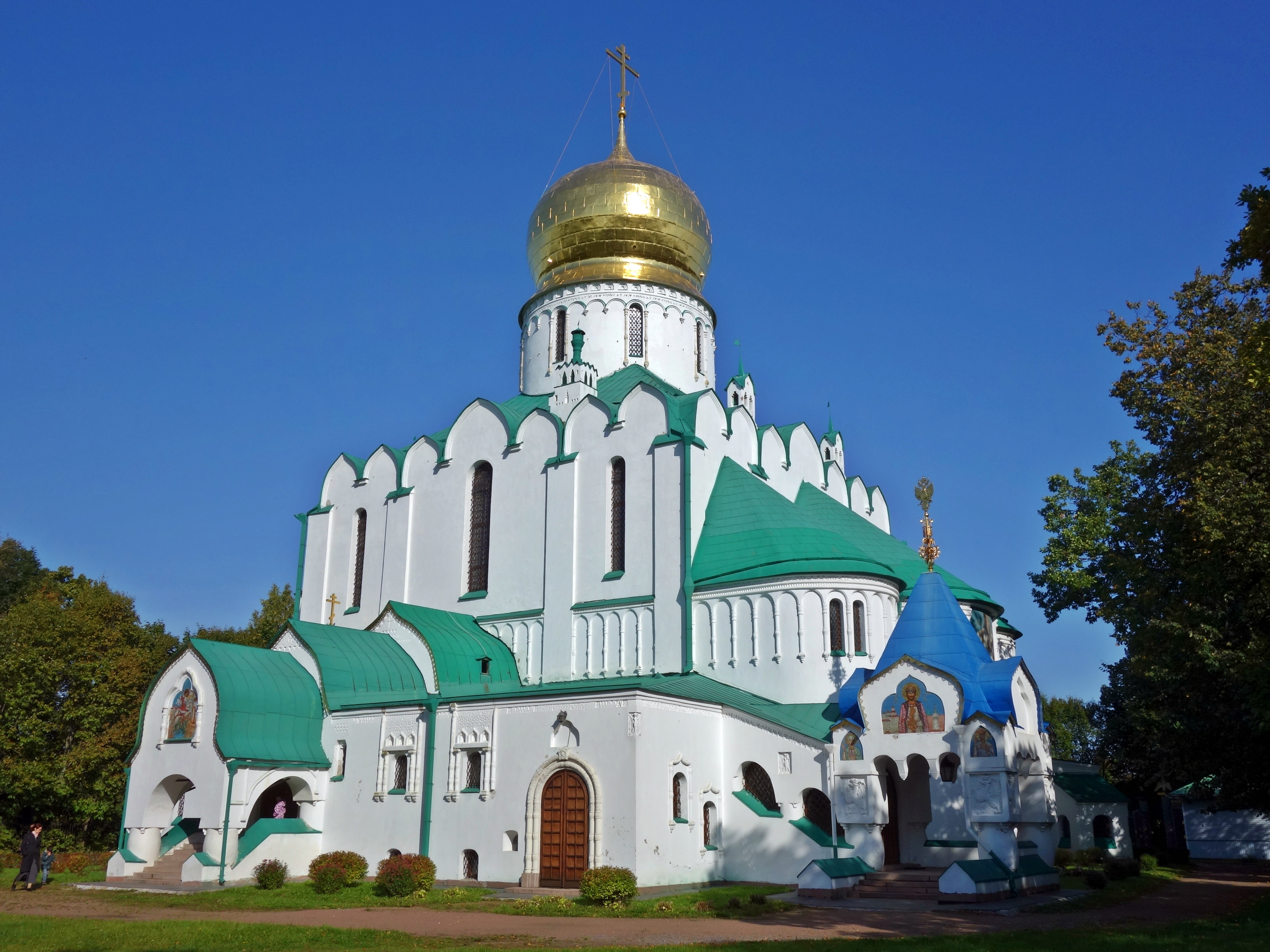
Feodorowski-Regimentskathedrale, Zarskoje Selo (1909–1912)
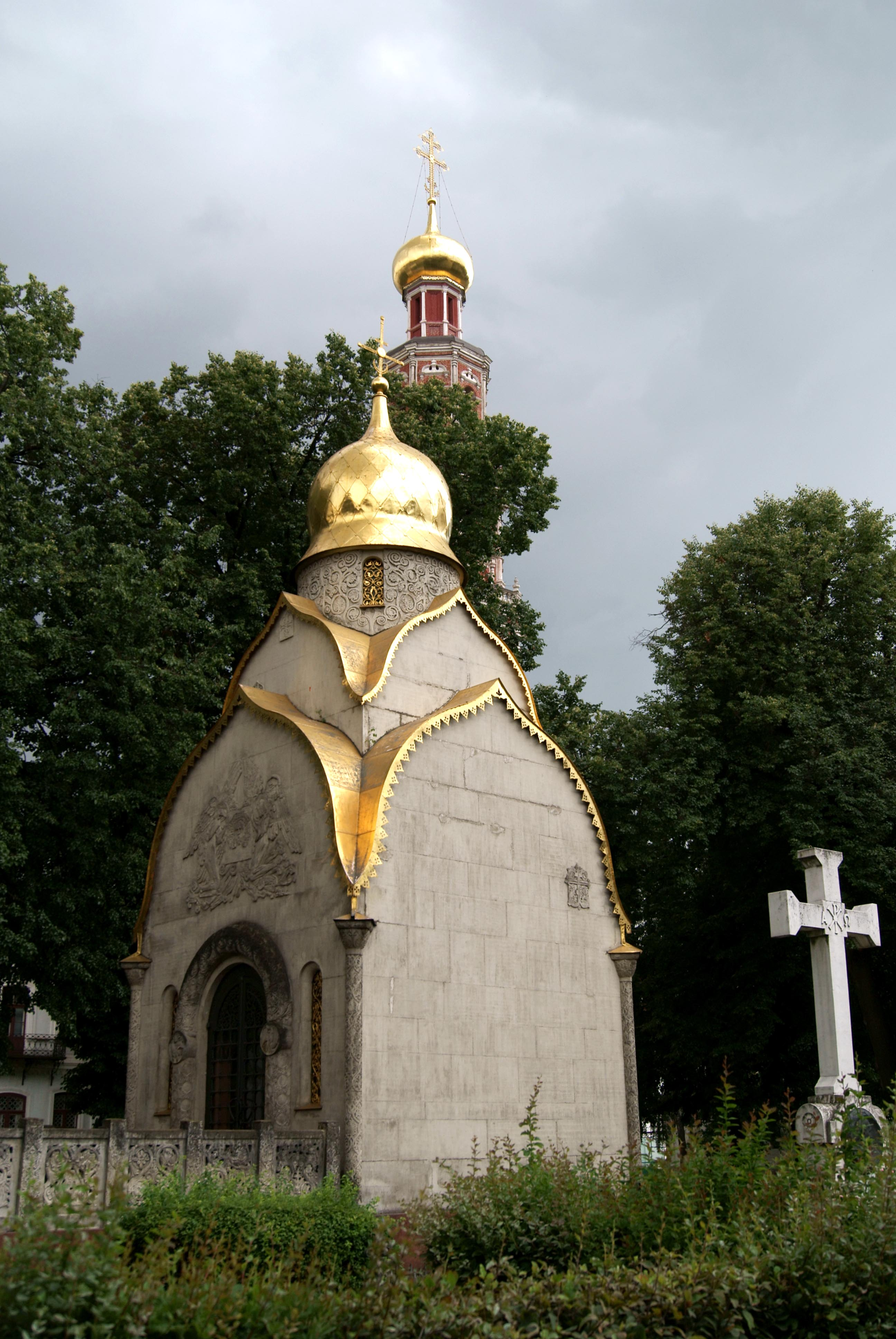
Prochorow-Grabkapelle (1911), Nowodewitschi-Kloster, Moskau
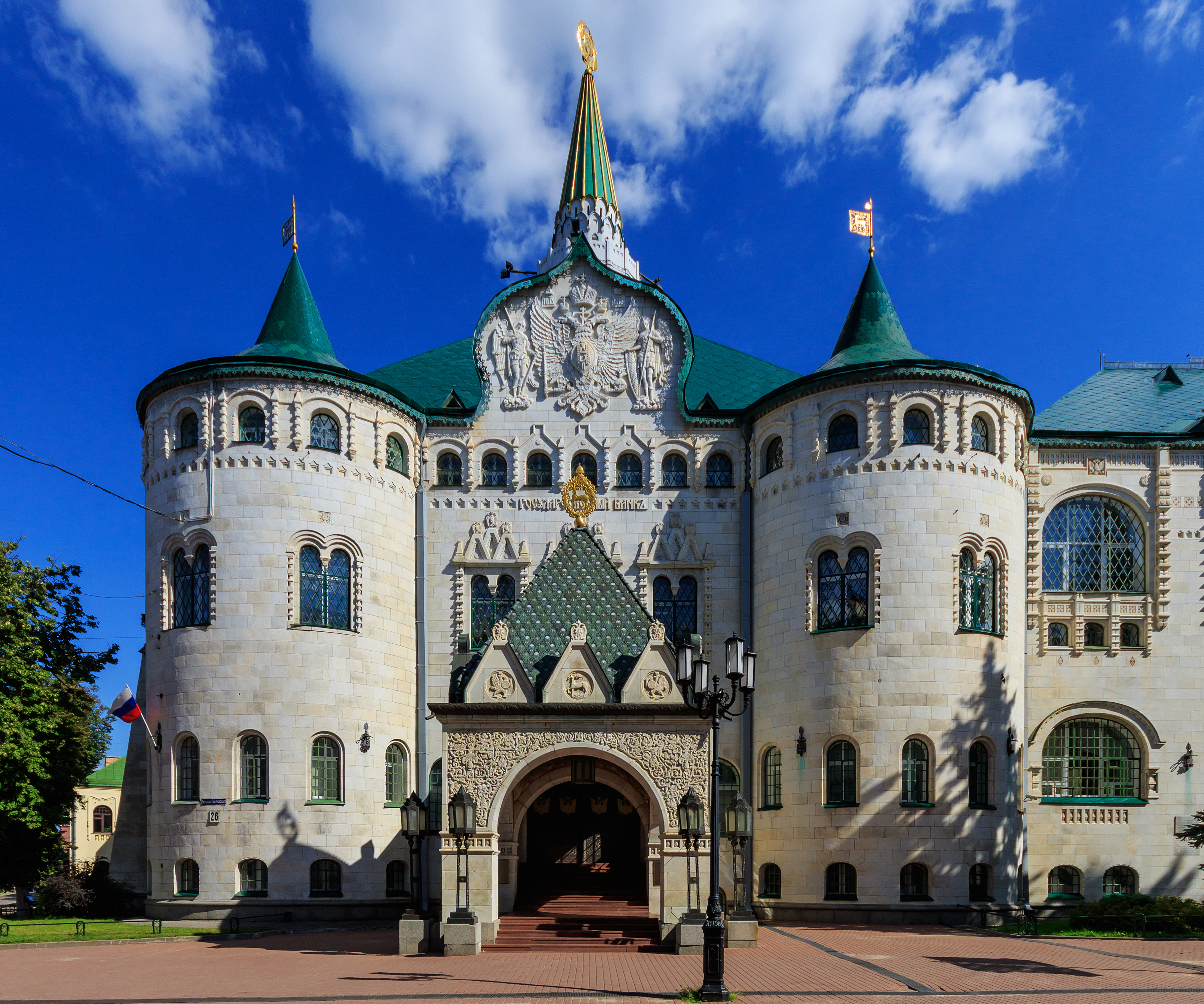
Staatsbank-Filiale (1911–1913), Bolschaja-Pokrowskaja-Straße 26, Nischni Nowgorod
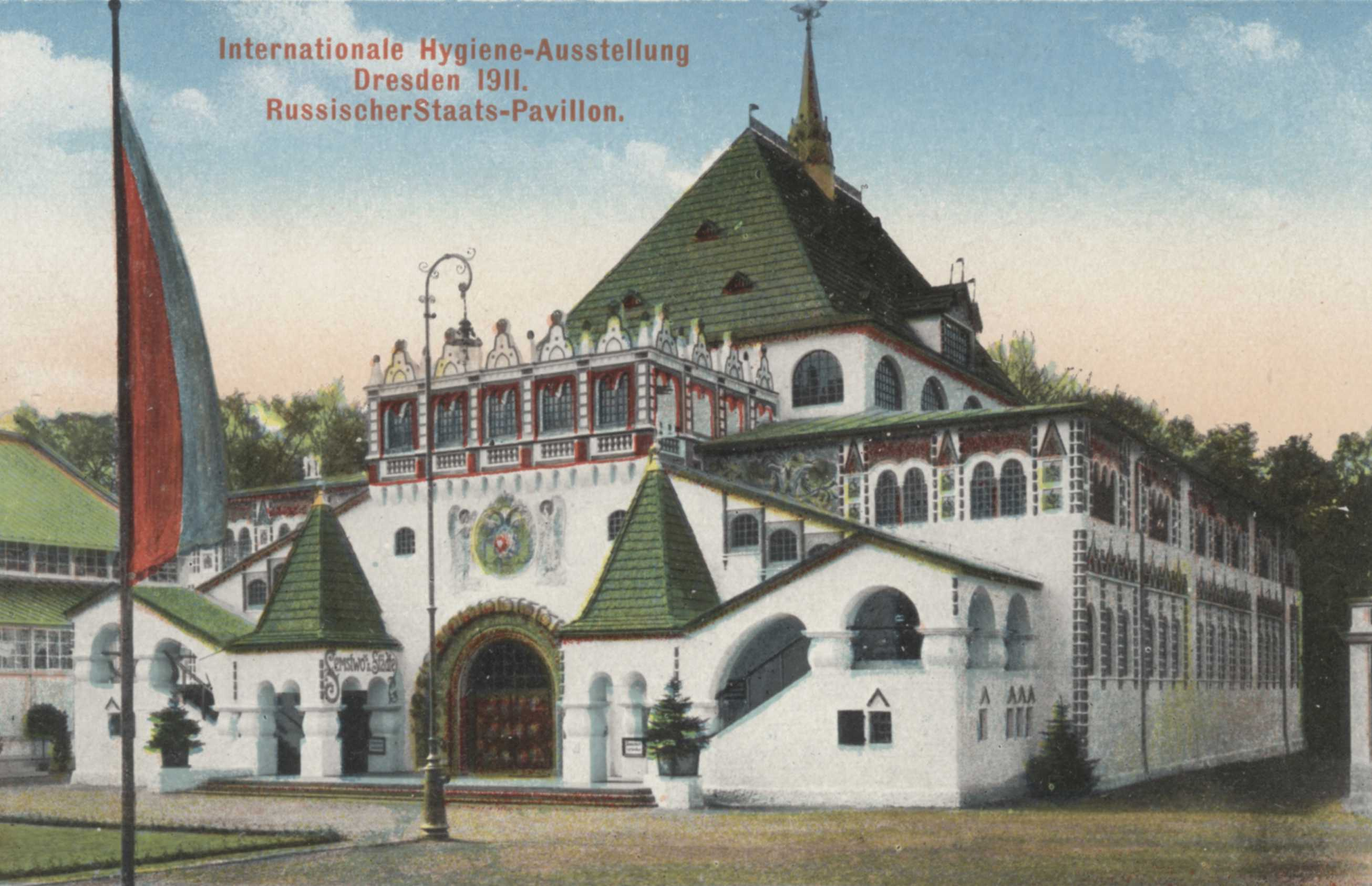
Russischer Staatspavillon (1910 mit dem Keramiker Pjotr Waulin, abgerissen 1912) auf der Internationalen Hygiene-Ausstellung Dresden 1911
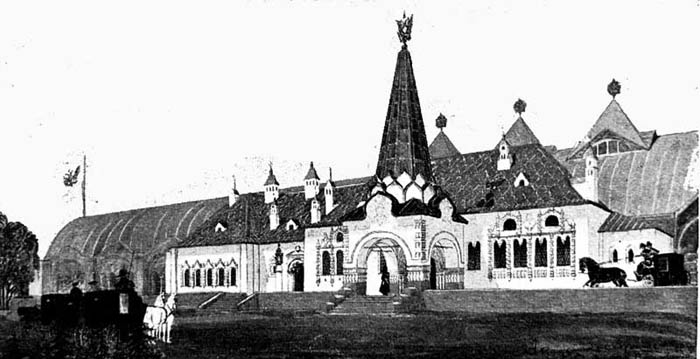
Bahnhof Zarskoje Selo (1912)
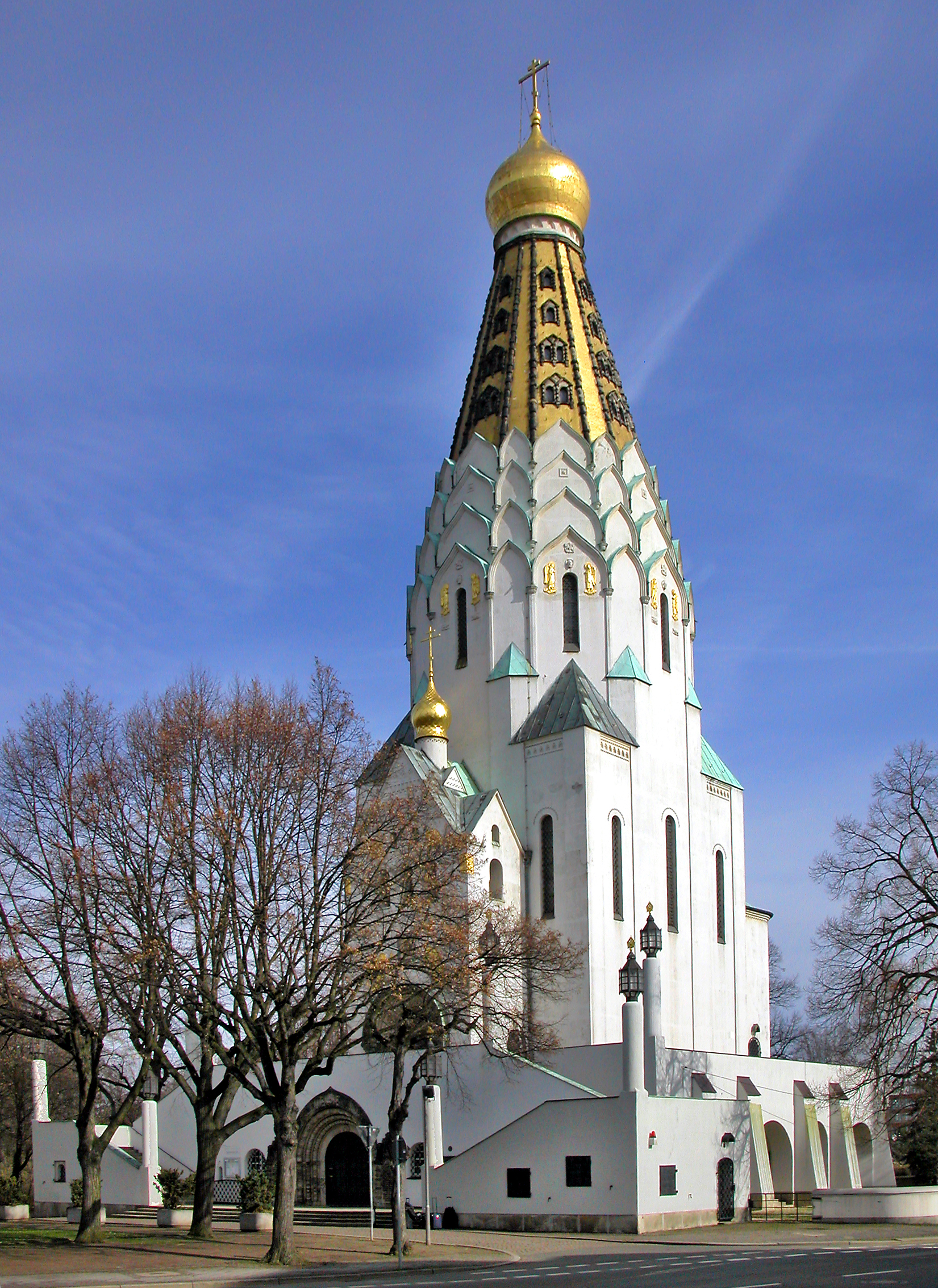
Russische Gedächtniskirche (1912–1913), Leipzig
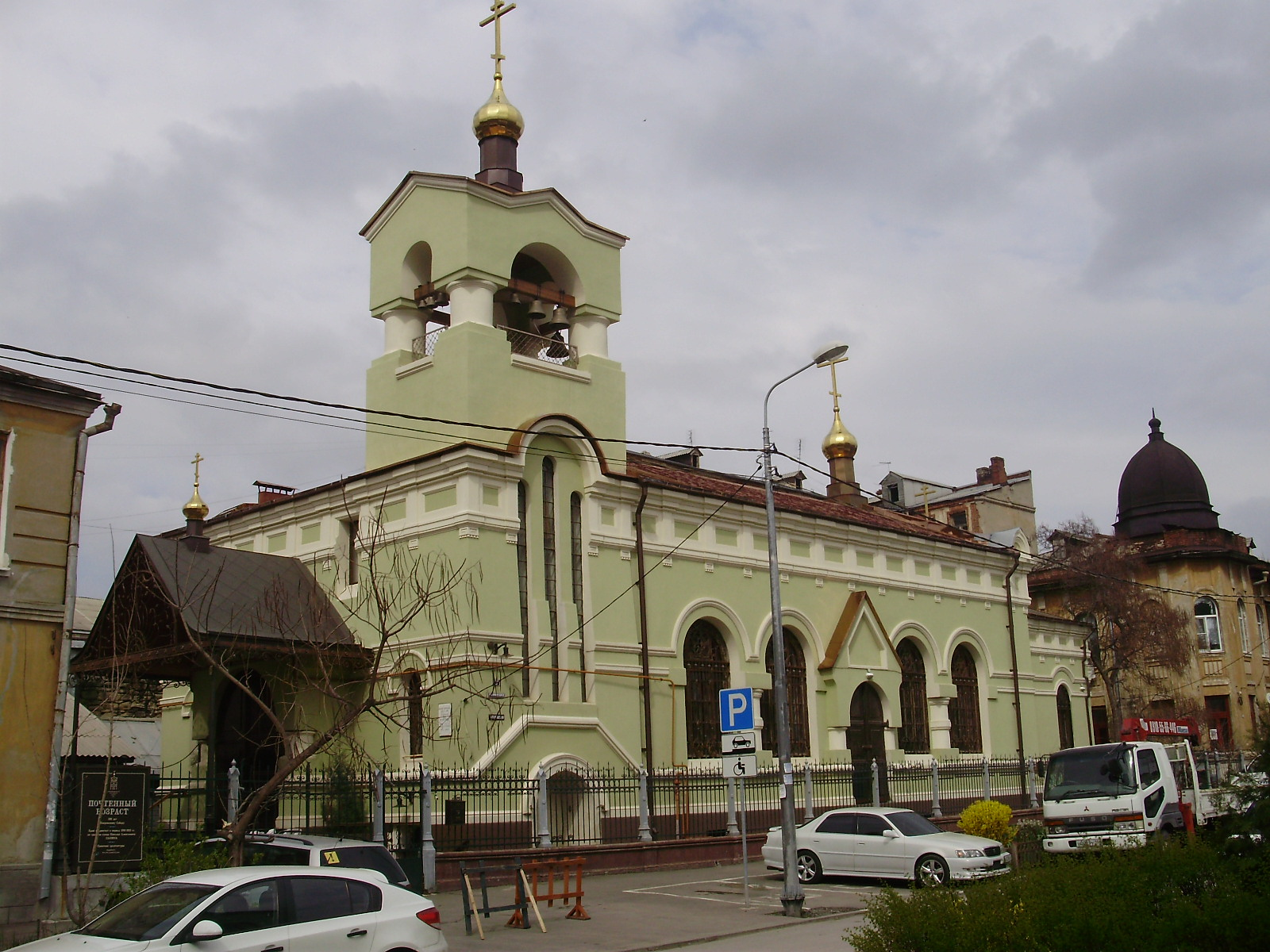
Mariä-Schutz-und-Fürbitte-Kirche der Russisch-Orthodoxen Altritualistischen Kirche (1913), Uljanowskaja Uliza 37, Rostow am Don
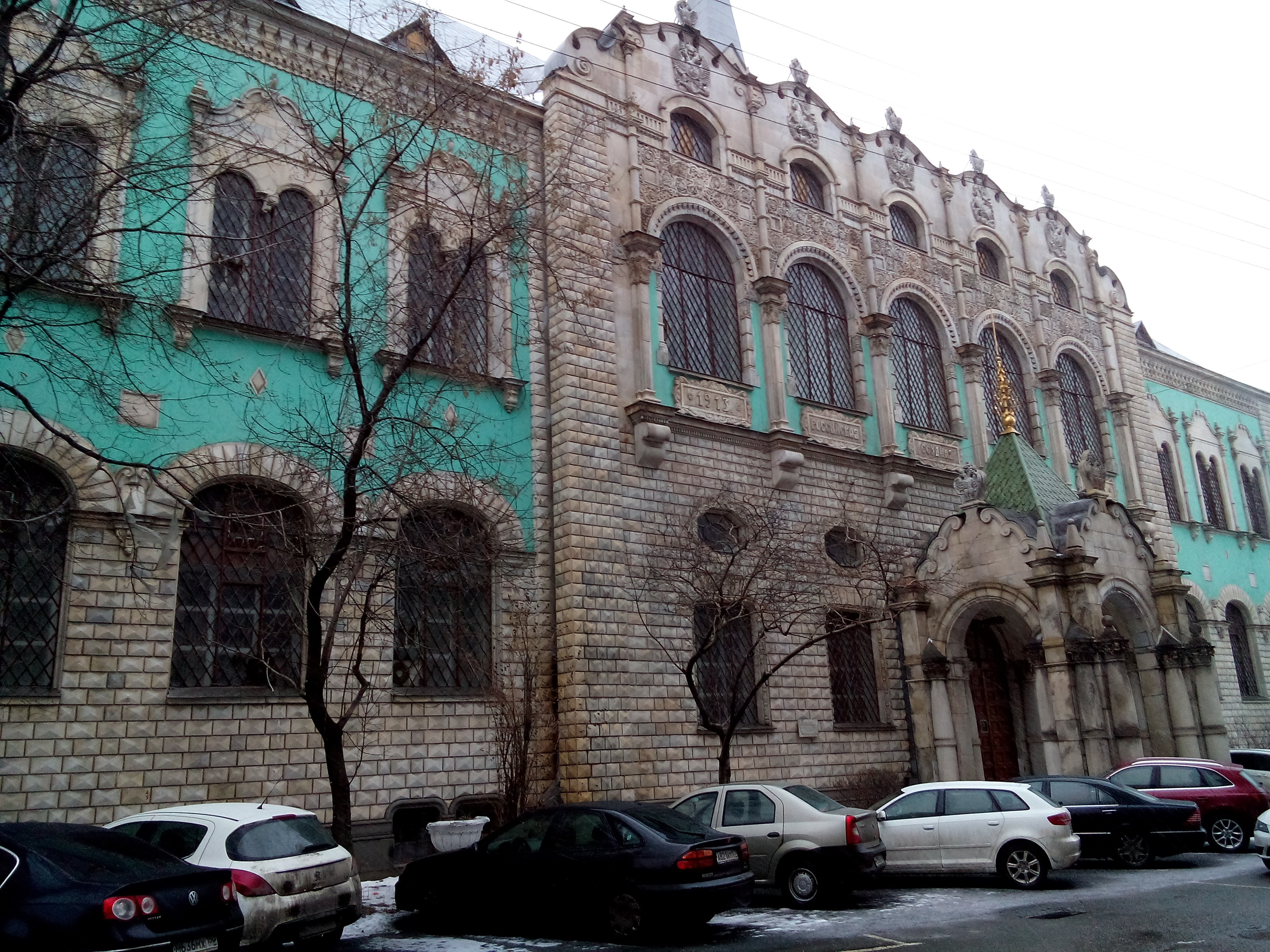
Darlehenskasse (1913–1916 mit Bogdan Nilus), Nastassinski Pereulok 3, Moskau
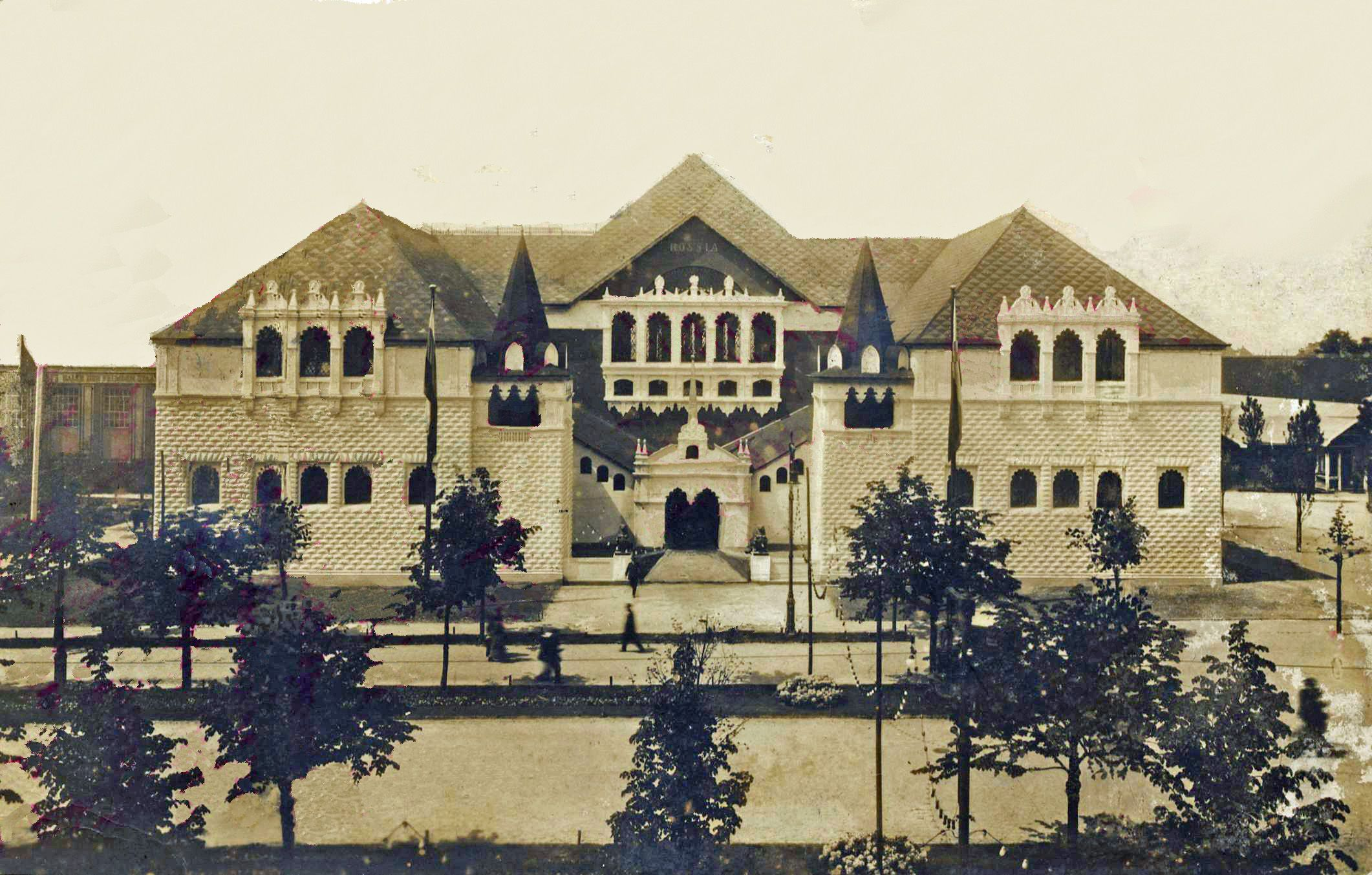
Russischer Staatspavillon (1914, abgerissen nach der Ausstellung) auf der Weltausstellung für Buchgewerbe und Graphik 1914, Leipzig
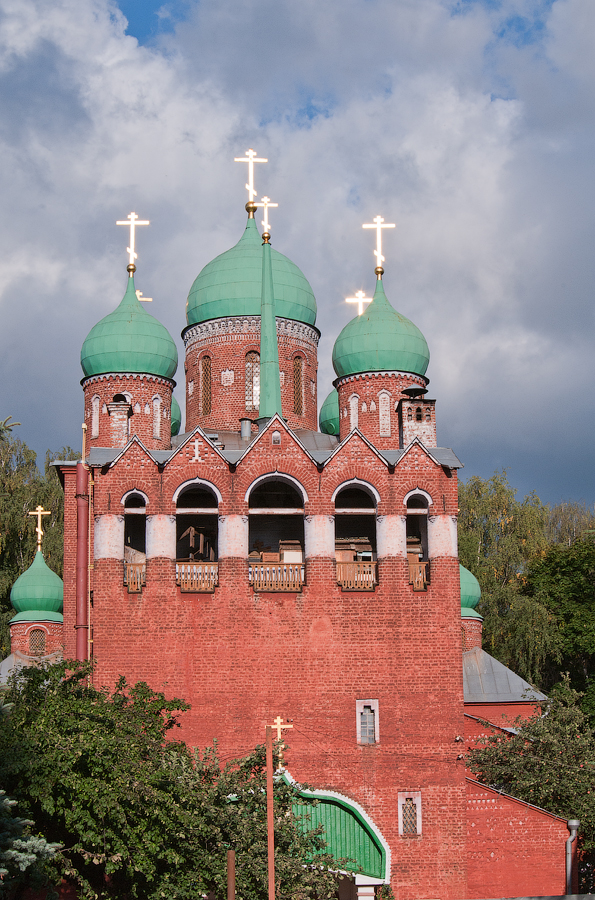
Mariä-Himmelfahrt-Kirche (1914–1916), neuer Friedhof, Nischni Nowgorod
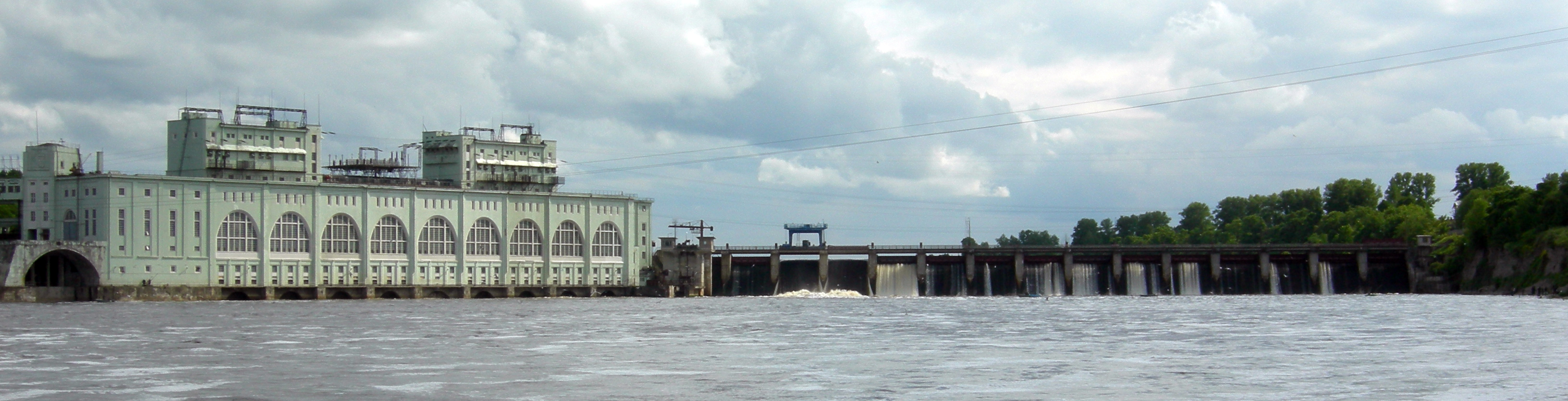
Wolchow-Wasserkraftwerk (1921–1927), Wolchow